# Miguel Ángel Ruiz Langarica
Miguel Ángel Ruiz Langarica es un político español. Con Unión del Pueblo Navarro, ha sido concejal de Pamplona, Burlada y Orcoyen.

## Biografía
Fungió como concejal de Unión del Pueblo Navarro en el Ayuntamiento de Pamplona entre 1991 y 1999. Apenas unos meses después de dejar este cargo, dos miembros de la banda terrorista Euskadi Ta Askatasuna (ETA), Iñaki Beaumont y Jorge Olaiz, integrantes del comando Amaiur, planearon su asesinato. El 24 de noviembre de 2000, el Cuerpo Nacional de Policía detuvo a Beaumont, cuando, presuntamente y según las indagaciones policiales, iban a asesinarlo. Olaiz consiguió escapar de la policía, pero sería detenido un año más tarde.
El Ministerio del Interior, en su balance del año 2000, describió así los hechos:

El presunto miembro de la banda terrorista Iñaki Beaumont Echeverría, de 24 años, fue detenido por agentes del Cuerpo Nacional de Policía cuando presuntamente se disponía, acompañado de otro individuo que logró huir, al exconcejal de UPN en el Ayuntamiento de Pamplona Miguel Ángel Ruiz de Langarica. La detención se produjo alrededor de las 9:15 horas en la confluencia de las calles Martín Azpilicueta y Virgen de las Nieves del barrio pamplonés de San Juan. En ese momento, Beaumont y Jorge Olaiz Rodríguez esperaban en las proximidades de su domicilio al político regionalista, a la espera de que apareciese como todas las mañanas para ir a trabajar. Sin embargo, Ruiz de Langarica se encontraba de vacaciones y no siguió la rutina.

Agentes que se encontraban prestando servicio de contravigilancia en el entorno sospecharon de los dos individuos. Al acercarse a ellos, uno hizo ademán de sacar un arma. Los agentes se abalanzaron sobre él y lograron reducirle, mientras el otro logró huir a pie.
Lucha contra el terrorismo de ETA en España, por el Ministerio del Interior

Desde entonces, ha continuado con su carrera política en Unión del Pueblo Navarro, partido con el que ha sido concejal de Burlada entre 2003 y 2007 y de Orcoyen desde las elecciones municipales de 2011.